# Vivienda prefabricada

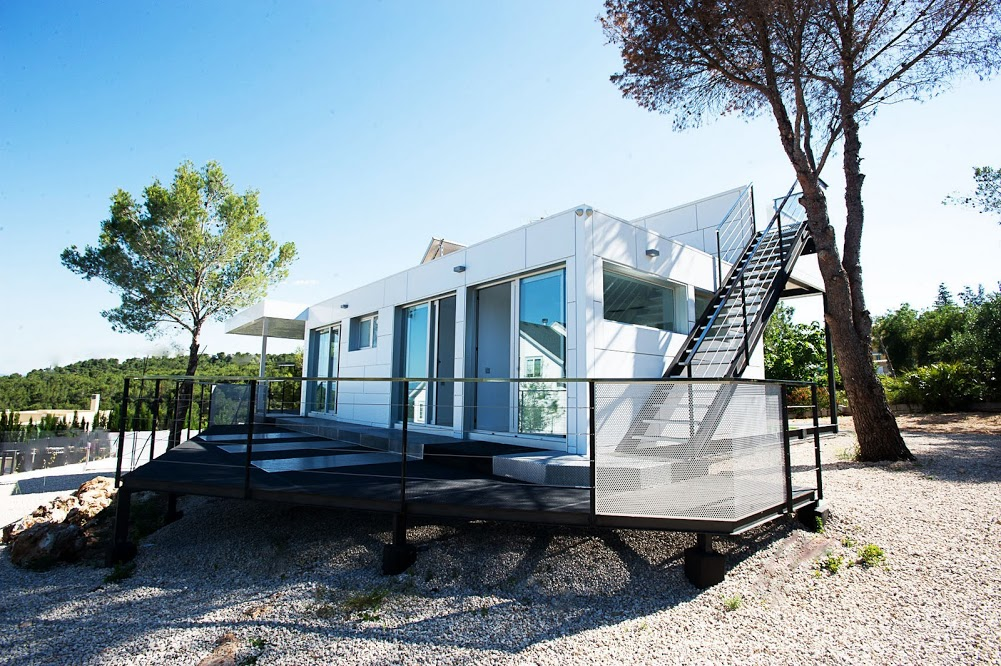
Vivienda prefabricada, constituida por seis módulos en Valencia.

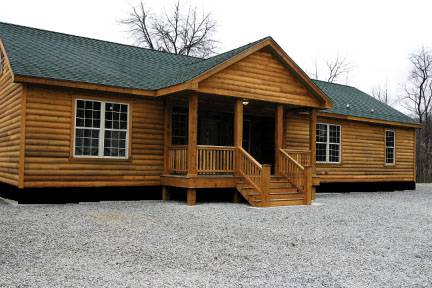
Vivienda prefabricada estadounidense

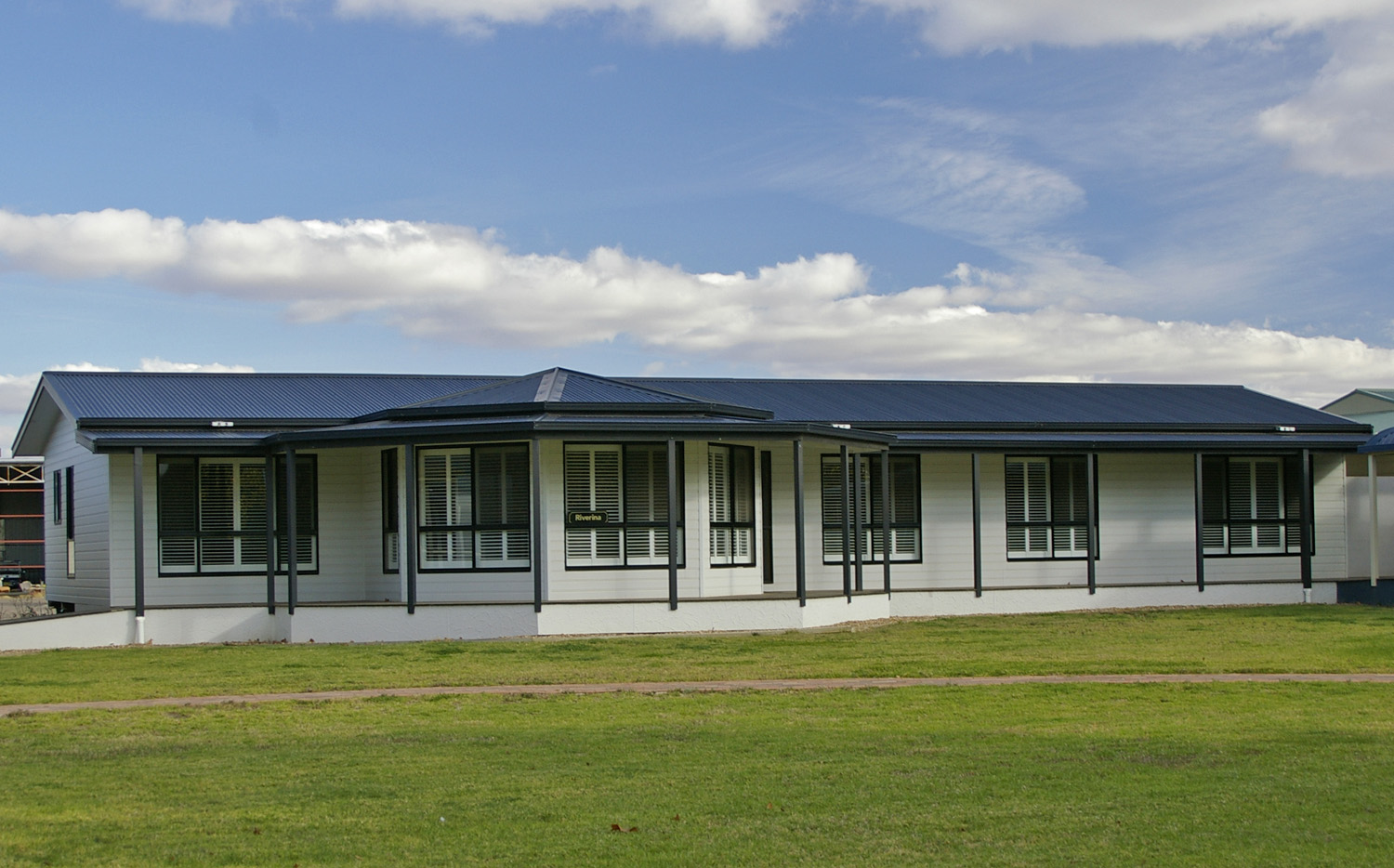
Vivienda prefabricada australiana

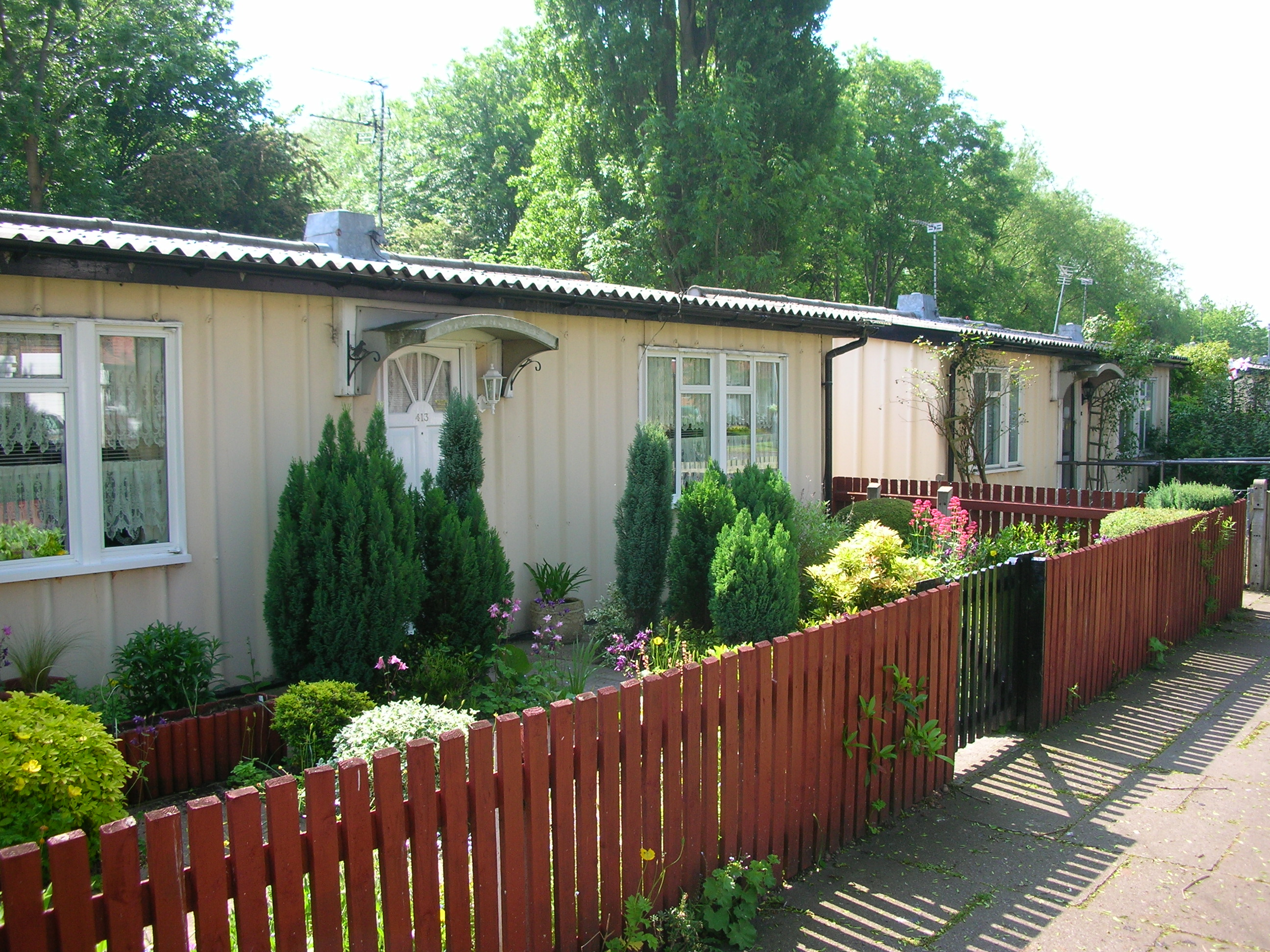
Viviendas prefabricadas de la Segunda Guerra Mundial en Birmingham

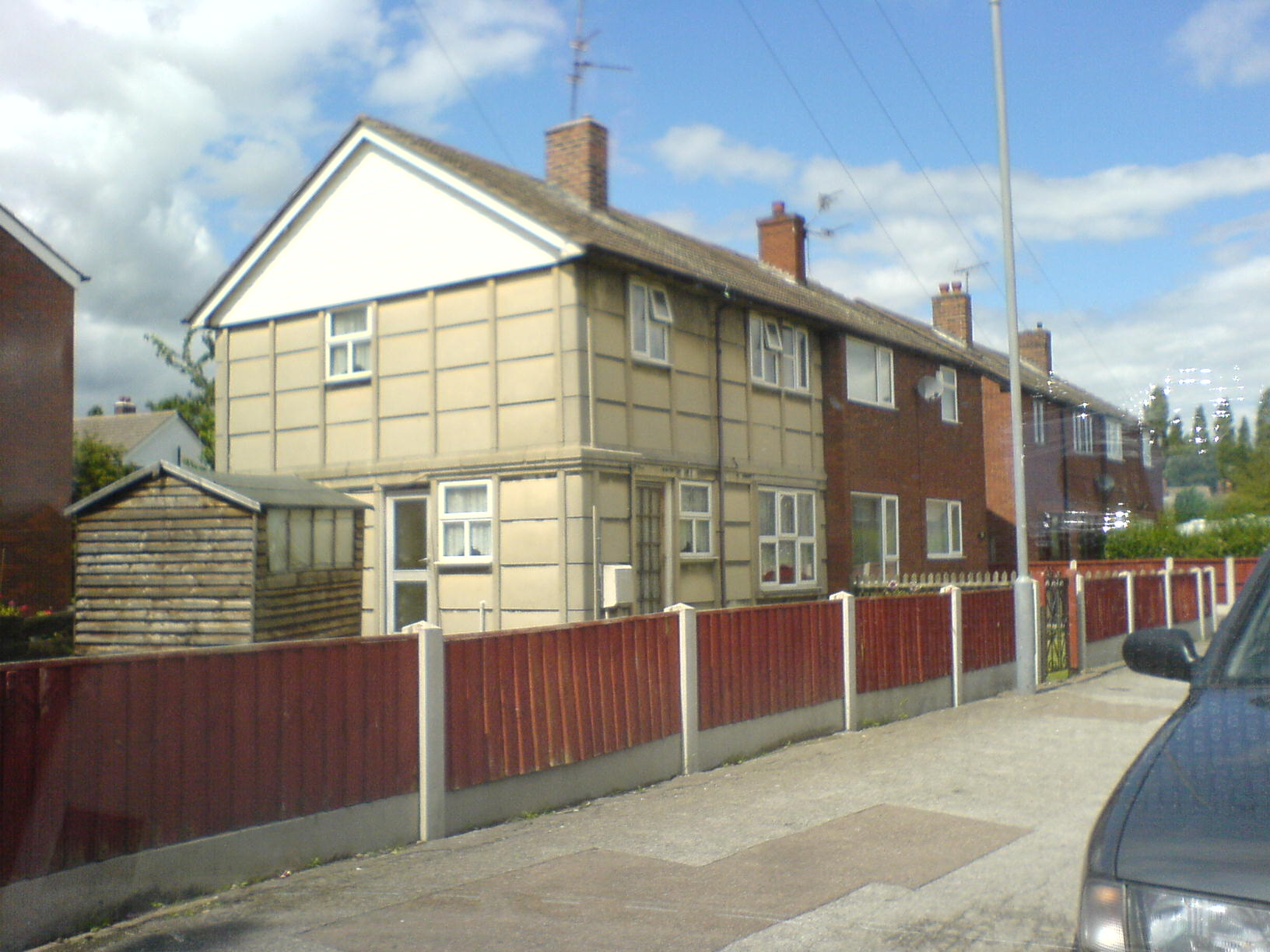
Casa inglesa prefabricada moderna

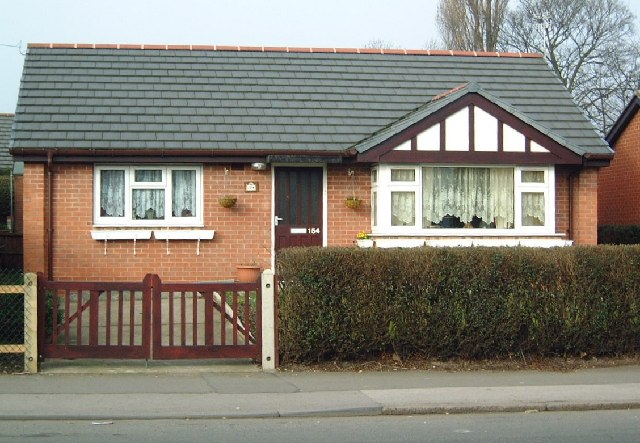
Vivienda prefabricada en Bulwell (Reino Unido)

Las casas prefabricadas son viviendas construidas a partir de secciones estandarizadas, que son fabricadas con antelación fuera de su lugar de emplazamiento, y son posteriormente enviadas a su ubicación definitiva para su ensamblaje final.
Existen variedad de casas prefabricadas distintas ya sea por el tipo de material empleado en su construcción como por su tipo de tejado. Lo que diferencia a un tipo de casa prefabricada de otra es precisamente el material empleado, especialmente en su estructura.

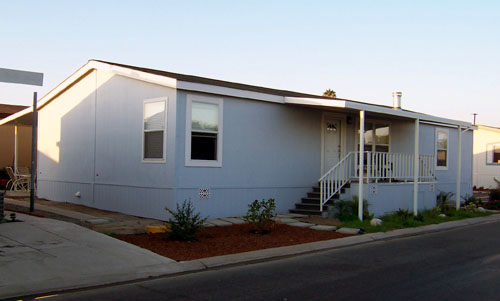
Mobile home

## Aproximando la definición
Se refiere a las partes de edificios ya construidos en diversas industrias pueden ser de diferentes materiales como el hormigón, concreto, metal y madera, según el uso que se le va a dar. Esto aunque parezca una manera poco eficiente de creación de edificios, reduce el costo y permite que la construcción del edificio se realice de la manera más rápida y eficiente. También reduce de manera considerable el daño ambiental, pues no se crea ruido, y los desechos en la creación de los bloques es merma, que puede ser reutilizable.
Este método actúa como pequeños bloques-LEGO, que son acomodados, de acuerdo a la orden requerida, permite construcciones en dos o tres meses, con mayor durabilidad, y menor conductividad térmica. Haciendo de estos edificios más eficientes y duraderos.
El bloque ya terminado y diseñado para embonar con todos los demás bloques, es transportado desde la industria y llevado por medios marítimos y terrestres, estos vienen apilados en serie y asegurados para que no exista problemas al llegar a su destino.
Los edificios prefabricados pueden ser espacios habitables o de almacenaje, entre otras diversas funciones. Cubren diversas necesidades y ya que fueron diseñados por medio de bloques pueden combinarse con otros módulos u otras construcciones si se requiere de mayor espacio o si las necesidades de espacio aumentan. Además el uso de materiales que no requieran grandes cantidades de consumo energético para su elaboración, evitando pesos exagerados, para no ser como los viejos edificios de concreto y varillas de miles de toneladas que se utilizaron en los últimos 30 años y regresar a un estilo más ligero y manejable. Hay una técnica moderna que consiste en tomar el hormigón armado y pretensarlo para que sea mucho más fino y liviano; gracias a ello ahorramos una gran cantidad de material.
Los resultados revelaron que el medio ambiente, los recursos económicos y de construcción en la utilización de las tecnologías de prefabricación son significativos en comparación con los métodos convencionales de construcción, aunque todavía hay un gran campo para la evolución. Esto implica que un mayor uso de las técnicas de prefabricación puede contribuir a la industrialización de viviendas sostenibles y la construcción.
Con los edificios prefabricados, por tanto, damos forma a cualquier proyecto personalizado de arquitectura industrializada. Algunos defienden los edificios prefabricados ya que los consideran una solución que acelera el proceso de construcción y reduce costes e impacto ambiental.
Estas viviendas no deben confundirse con las llamadas "casas móviles"; viviendas ya ensambladas que son transportadas en camiones hasta el lugar donde se instalarán definitivamente. 
La definición de vivienda prefabricada puede también llegar a solaparse con las llamadas casas de construcción modular, que son aquellas cuya estructura está formada por marcos metálicos de dimensiones estandarizadas, que son cerrados por paneles que encajan en los huecos. Todas estas estrategias constructivas, que no requieren de morteros ni hormigones, pueden también recibir la definición genérica de "construcciones en seco".

## Mercado actual
Cada vez más el mercado de construcción prefabricada y modular se ofrece como una alternativa viable y mejor a la construcción convencional in situ, gracias a las diversas ventajas que brinda, tanto para el sector comercial como el residencial. En el año 2018, el Instituto Nacional de Ciencias de la Construcción de los Estados Unidos (NIBS) elaboró un informe que indicó que el 87,62% de los encuestados había utilizado componentes prefabricados en los últimos 12 meses, y que el 81,63% planeaban utilizarlos en los próximos 12 meses.
Su cuota de mercado varía considerablemente según países y regiones. Las casas prefabricadas son populares en algunos países de Europa, y particularmente en Canadá y Estados Unidos, debido a su precio en general más competitivo. 
En países como Suecia, la construcción de casas prefabricadas llegan al 60% de las obras nuevas. En Austria llega al 30% mientras que en Alemania alcanza cotas del 25%, aunque en algunos estados del oeste llega al 50%. 
Los diseños arquitectónicos actuales, en los que predominan las plantas abiertas y líneas limpias, sin decoraciones sofisticadas, son muy adecuados para la construcción prefabricada. La arquitectura actual experimenta con la prefabricación para diseñar casas que puedan producirse en serie para la reducción de costes.

## Tamaño del mercado Global
Según la consultora Straits Research a nivel global este mercado se valoró en el año 2021 en 137 mil millones de dólares, y se calcula que para el año 2030 alcance los 271 mil millones de dólares. Se espera que gran parte de este crecimiento se dé fundamentalmente en los países en desarrollo, ya que es una gran alternativa para la renovación de los edificios existentes.

## Principales sectores en los que se desarrolla
Este mercado ha penetrado en diversas industrias dentro del mercado global de la construcción, entre las que se encuentran el sector comercial, industrial, educativo, hotelero, multifamiliar, de atención médica, unifamiliar y la administración pública; aplicándose a la totalidad del proyecto o a una parte específica del mismo.

## Tipos de casas prefabricadas
Existe una gran variedad de casas prefabricadas, variando sus materiales según dimensiones (superficie, número de plantas), clima (temperatura y humedad) y presupuesto para su construcción. Los materiales más utilizados son la madera y el hormigón armado, aunque existen multitud de combinaciones y variantes de aparición relativamente reciente. Las casas prefabricadas de aluminio, así como la de materiales reciclados, son también empleadas cada vez más.

### Edificios prefabricados de hormigón
Son bloques de hormigón creados en industrias con un sistema independiente en la estructura, con aislación térmica exterior e interior, capaz de reducir temperaturas y ruido. Los bloques están hechos por un cuerpo paralelepipédico rectangular el cual contiene cuatro cámaras de aire ventiladas las cuales pasan en sentido de los lados más grandes que contienen la misma conformación geométrica. En el exterior de su cara contiene una base cementicia para la adhesión del poliestireno que se expande a la cara exterior la cual contiene una capa de poliestireno. La malla de fibra de vidrio conduce como refuerzo de los elementos anteriormente mencionados, la nueva base cementicia ayuda a recubrir la fibra de vidrio. Por consiguiente la base de cada bloque y vinculado a la cámara de aire ventiladas pasantes pueden suministrar una ventilación para las mismas.

### Edificios prefabricados de acero
Los edificios de acero, son las estructuras más duraderas y estables que existen hasta el día de hoy. Una de las ventajas que tiene la prefabricación en bloques de acero es que cada componente que este requiera, ya sea puertas, ventanas y paredes, son prefabricados lo que garantiza mayor velocidad de construcción. Dentro de este tipo de edificio prefabricado encontramos las casas prefabricadas con contenedores marítimos. Los contenedores marítimos son estructuras muy resistentes, pensadas para soportar grandes cargas y preparadas para aguantar todo tipo de inclemencias climáticas. A comparación con otros edificios, estos se crean en mucho menor tiempo, ya que son edificados a través de una construcción modular de acero ya prefabricadas en una fábrica. El tiempo de la construcción es mayor en la fábrica que en lugar donde se ensamblaran, ya que vienen en módulos ya construidos. Estos edificios se construyen teniendo en cuenta el uso que se le dará. Dentro de este campo estarían relacionadas las viviendas tecnológicas que se desarrollarían siempre considerando la máxima eficiencia energética A o B mediante un diseño bioclimático y un control domótico de la misma.

### Edificios prefabricados de madera
Por lo general, las secciones que componen la vivienda están realizadas utilizando entramado de madera tratada. Entre estas vigas se coloca el aislante, con una amplia gama para elegir. Cubriendo tanto las vigas como el aislante, se sitúan una serie de capas aislantes y protectoras. Sobre esto se puede aplicar una cubierta en madera, que da un aspecto más tradicional, o bien una cubierta mineral, sin que el aspecto final de la casa tenga que ser el de una casa de madera.

## Diferencia entre casa prefabricada y casa modular
Estos términos suelen emplearse como similares, pero siendo estrictos con la definición, una casa modular no es lo mismo que una casa prefabricada.
La diferencia está en la cantidad de procesos realizados en fábrica. Las casas prefabricadas se diseñan y construyen en fábrica en su totalidad, para posteriormente enviarlas a la ubicación final. En el caso de las casas modulares, la estructura suele hacerse en fábricas parcialmente, para realizar el resto de partidas en el terreno donde se desea construir. La construcción modular sería una especie de híbrido entre la construcción tradicional y la construcción de casa prefabricada.

## Características principales
Las viviendas prefabricadas deben apoyarse sobre cimientos y conectarse a las redes urbanas de saneamiento, agua y electricidad, al igual que las viviendas convencionales.
- Tipos de cimientos

Pilotes: tubos de cemento relleno de hormigón o rollizo de madera (generalmente pino impregnado). Este cimiento es generalmente usado cuando el terreno o sitio donde se montará la casa prefabricada está con un desnivel muy pronunciado.
Radier: base sólida y compacta compuesta por hormigón, para hacer este tipo de cimiento se debe hacer una excavación de aproximadamente 40 cm de profundidad y 20 a 25 cm de ancho llamado cimiento o "herido", a continuación la excavación es llenada con bolones y hormigón. Luego del llenado de cimiento se pasa a la etapa del sobrecimiento, compuesta por bloques de hormigón celular en todo el perímetro de la construcción. El interior del perímetro se llena con un estabilizado compactado, luego una malla ACMA para toda la superficie, la parte final es la instalación de una capa de polietileno usado como barrera de humedad y sobre esta una capa de losa de hormigón de aproximadamente 9 a 10 cm.
Tradicionalmente, uno de los principales problemas que tenían estas construcciones era la falta de aislamiento térmico, situación que ha cambiado con la evolución de los materiales aislantes tanto térmicos como acústicos.
- Centralización del proceso de construcción

La centralización del proceso de construcción es la mayor ventaja de las casas prefabricadas. Se tiene control sobre todo el proceso y tiempos de construcción, logrando mejoras de hasta un 200% respecto a la construcción tradicional. Este tipo de construcción aporta mayor seguridad y calidad a la estructura de la vivienda, y en consecuencia, un menor precio a pagar para el cliente final.
Sin duda, esta centralización del proceso de construcción en fábrica es el futuro. Cada vez menos personas trabajan en la construcción y centralizar el proceso de obra, ayuda a minimizar el impacto de este problema.
- Eficiencia energética

Las casas prefabricadas cada vez gozan de una mayor eficiencia energética respecto a la tradicionales. La madera y el hormigón se ha demostrado que son unos de los mejores aislantes térmicos. Si además de utilizar estos materiales para la estructura, se combina la construcción con lana de roca o EPS, podemos tener casas con un ahorro energético máximo.
En España, en el “boom” de la construcción de inicios del año 2.000, se construyeron muchas casas y edificios de ladrillo con escasa eficiencia energética. El avance de la tecnología, los nuevos sistemas constructivos y el alto precio de la energía, está haciendo que cada vez más personas se decanten por invertir en un buen aislamiento energético para su vivienda.
- Reducción de plazos de entrega

Los nuevos sistemas constructivos prefabricados pueden llegar a tener plazos de construcción de entre un 70% y 50% inferiores respecto a la construcción tradicional. El hecho de centralizar el proceso, ayuda significativamente en el ahorro de tiempo y mano de obra. Cualidad que también nos ayuda en la reducción en el precio final.

## Precio por metro de una casa prefabricada
Gracias al desarrollo de la tecnología en los últimos 10 años, el precio de las casas prefabricadas ha disminuido respecto a la construcción tradicional. En el año 2022 la media de construcción está alrededor de los 1500€/m² con entrega llave en mano. Cada vez más empresas ofertan este tipo de servicios con diseños preestablecidos y con distribuciones interiores y acabados personalizados. El precio de la vivienda está marcado por la calidad y los metros construidos principalmente. A mayor cantidad de metros construidos, podremos tener un mejor precio por nuestra casa.

## Legalidad
Una vez construida una casa modular o prefabricada, se debe hacer el trámite para obtener la cédula de habitabilidad. Este es un documento emitido por el municipio correspondiente a la ubicación de la vivienda, donde se corrobora que la casa posee las condiciones básicas de habitabilidad.
A efectos legales, este tipo de casas prefabricadas se consideran bienes inmuebles. Esto significa que pueden hipotecarse como cualquier otra propiedad y se debe pagar el IBI por ellas.
Por lo tanto, las casas prefabricadas o modulares serían construcciones de vivienda al igual que las tradicionales. Debemos pagar las mismas tasas por ellas.

## Ventajas
Esta tipología constructiva ha adquirido a lo largo del tiempo y en la depuración de la técnica constructiva, principalmente sobre la base de los avances tecnológicos, una serie de ventajas sobre la construcción tradicional que prioriza y mejora el proceso constructivo del inmueble así como los factores de conflicto tradicionalmente adquiridos en una obra:
- Condiciones de control mayores
- Menor precio
- Impactos ambientales menores
- Tiempos más comprimidos en construcción
- Menos conflictos laborales
- Mejora de los materiales a utilizar
- Seguridad
- Construcciones sismorresistentes